# Danny DeVito
Pour les articles homonymes, voir DeVito.
Danny DeVito est un acteur, réalisateur, humoriste et producteur de cinéma américain, né le 17 novembre 1944 à Neptune Township dans le New Jersey.

## Biographie

### Origines et jeunesse
Danny DeVito naît sous le nom d'état civil de Daniel Michael DeVito, Jr. le 17 novembre 1944 à Neptune Township dans le New Jersey, de Julia et de Daniel Michael DeVito, Sr. Il est d'ascendance italienne et a été élevé dans la foi catholique à Asbury Park. Il est entré dans l'Oratory Preparatory School et en est sorti diplômé en 1961. 

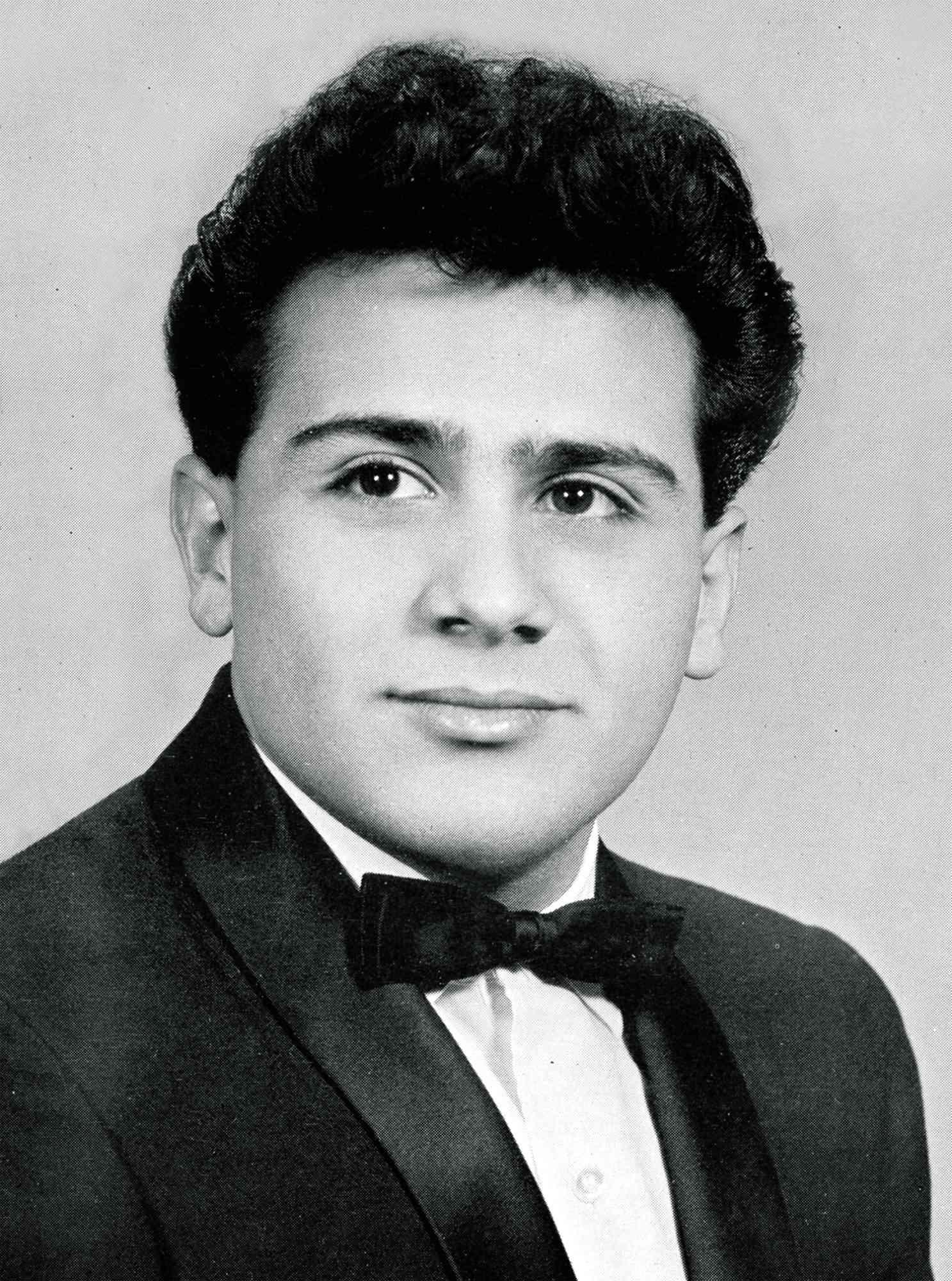
Danny DeVito en 1962.

Il a suivi une formation d'acteur à l'académie des arts dramatiques à Hollywood, Californie à partir de 1966.

### Carrière
En 1975, il joue un des fous de l'asile psychiatrique dans le film Vol au-dessus d'un nid de coucou de Miloš Forman.
Sa carrière prend un tremplin en 1978 grâce à son rôle du répartiteur Louie de Palma dans la sitcom Taxi. Il tient le rôle jusqu'en 1983 et l'arrêt de la série au bout de cinq saisons.
En 1988, il forme un duo atypique avec Arnold Schwarzenegger dans la comédie Jumeaux d'Ivan Reitman.
En 1992, il collabore pour la première fois avec son réalisateur fétiche, Tim Burton, qui lui donne le rôle d'Oswald Cobblepot / le Pingouin dans Batman Returns. Les retrouvailles entre les deux ne tardent pas, puisque la même année Burton fait un caméo dans la peau d'un cadavre dans le film Hoffa réalisé par DeVito qui tient également le rôle de Bobby Ciaro. Le film est également la quatrième collaboration avec Jack Nicholson qui tient le rôle titre.
En 1994, Ivan Reitman remet en scène le duo DeVito-Schwarzenegger, avec Emma Thompson dans un rôle prépondérant, dans la comédie Junior.
Il retrouve Burton en 1996 dans le film de science fiction Mars Attacks!.
En 1997, il prête sa voix pour les studios Disney au satyre Philoctète, l'entraineur d'Hercule, dans le film d'animation mettant en scène ce dernier. Par la suite, le rôle est repris par Robert Costanzo.
En 1998, il joue un éditeur de tabloïd dans le film policier L.A. Confidential de Curtis Hanson.
En 2003, il tourne pour la troisième fois devant la caméra de Burton pour le film fantastique Big Fish.
En 2004, il apparait en tant qu'invité dans le onzième épisode de la dixième et dernière saison de la sitcom Friends, qui le voit jouer le rôle d'un stripteaseur.

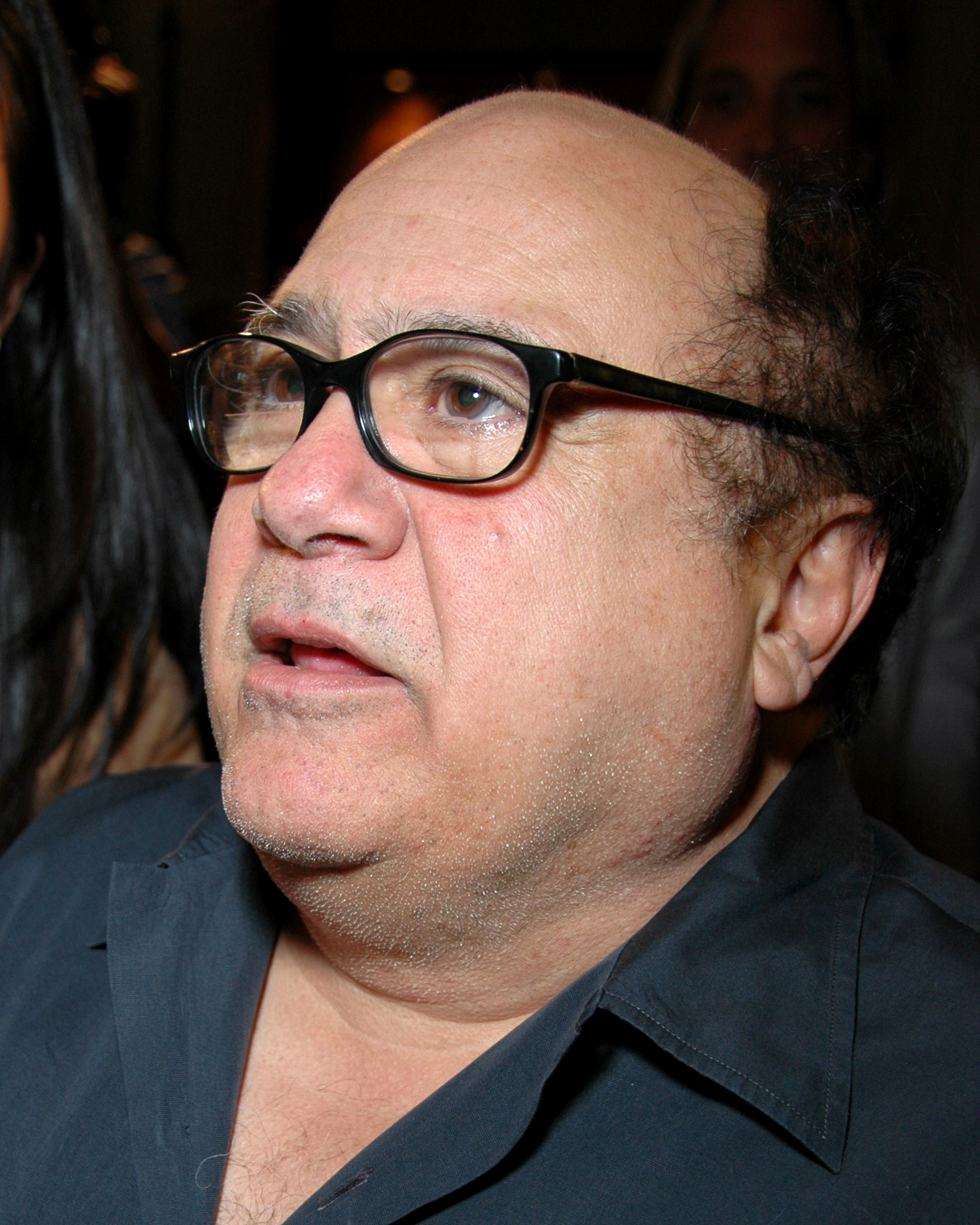
Danny DeVito en 2008.

En 2006, il intègre la série comique It's Always Sunny in Philadelphia dès le début de sa seconde saison. Il rejoint directement la distribution principale, incarnant Frank Reynolds, le père légal des jumeaux Dennis et Dee Reynolds, respectivement interprétés par Glenn Howerton et Kaitlin Olson.

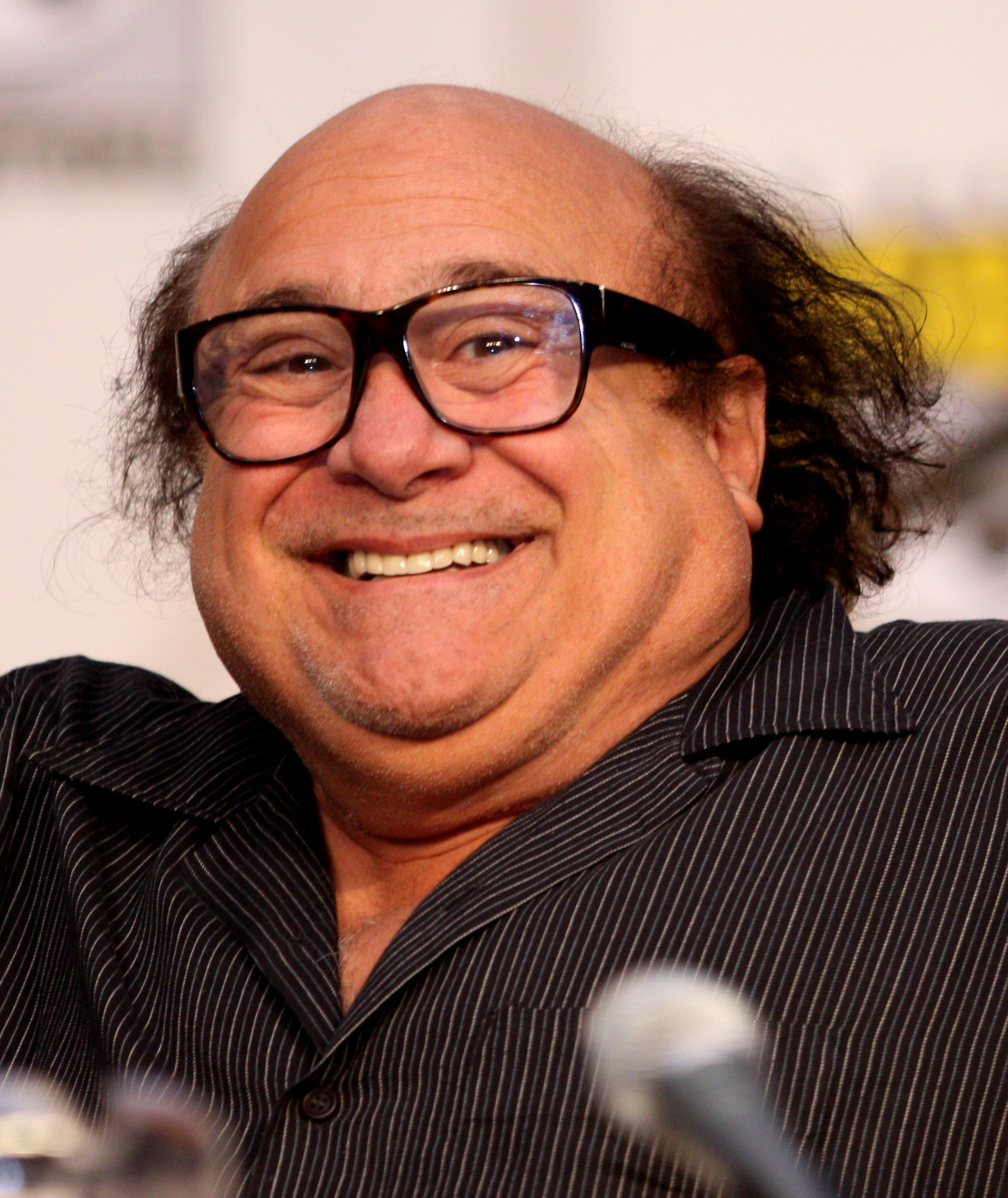
Danny DeVito au San Diego Comic-Con de 2010.

Courant 2011, il est révélé que DeVito a été coupé au montage du film en capture de mouvement Les Aventures de Tintin : Le Secret de La Licorne (2011) de Steven Spielberg, adaptation des bandes dessinées Les Aventures de Tintin d'Hergé, qui le voyait tenir le rôle du marchand portugais Oliveira da Figueira.
En 2019, après seize ans, il retrouve Tim Burton dans le film Dumbo, adaptation en prise de vues réelles du long métrage d'animation sorti en 1941. Il apparait également dans le film Jumanji: Next Level, suite du film Jumanji : Bienvenue dans la jungle sorti en 2017 qui se veut être une suite du film  Jumanji de 1995.

### Vie privée
Il s'est marié à l'actrice Rhea Perlman le 28 janvier 1982, avec qui il a eu trois enfants, Lucy, qui est maintenant actrice, Grace et Jacob. Il a annoncé en octobre 2012 sa séparation avec Rhea Perlman mais selon certaines sources, le couple aurait décidé, en 2013, de ne plus divorcer.
Danny De Vito a officialisé leur rupture le 26 mars 2017 au micro de la chaîne américaine de télévision, CBS. " Nous n’allons pas divorcer mais nous vivons séparés, oui ".
Il est le propriétaire de Jersey Films.
Lors de la campagne pour l'élection présidentielle américaine de 2016, il soutient Bernie Sanders. Il lui renouvelle son soutien lors des primaires démocrates de 2020.

## Filmographie

### Acteur

#### Cinéma
- 1970 : Dreams of Glass (en) de Robert Clouse : un voyou
- 1971 : Mortadella (La Mortadella / Lady Liberty) de Mario Monicelli : Fred Mancuso
- 1971 : Bananas de Woody Allen : un homme dans le métro
- 1972 : Hot Dogs for Gauguin de Martin Brest : Adrian
- 1973 : Hurry up, Or I'll be 30 (en) de Joseph Jacoby : Petey
- 1973 : Le Trésor de Box Canyon (Scalawag) de Kirk Douglas : Fly Speck
- 1975 : Vol au-dessus d'un nid de coucou (One Flew Over the Cuckoo's Nest) de Miloš Forman : Martini
- 1976 : L'Argent (The Money) de Chuck Workman : le barman
- 1976 : Deadly Hero d'Iván Nagy : ?
- 1976 : Car Wash de Michael Schultz : Joe
- 1977 : La Trappe à nanas (en) (The Van) de Sam Grossman (en) : Andy
- 1977 : Drôle de séducteur (The World's Greatest Lover) de Gene Wilder : l'assistant du réalisateur
- 1978 : En route vers le sud (Goin' South) de Jack Nicholson : Hog
- 1979 : Swap Meet (en) de Brice Mack : Max
- 1980 : The Gong Show Movie de Chuck Barris : l'interprète
- 1981 : Going Ape! de Jeremy Joe Kronsberg (en) : Lazlo
- 1983 : Tendres Passions (Terms of Endearment) de James L. Brooks : Vernon Dahlart
- 1984 : Johnny le dangereux (Johnny Dangerously) d'Amy Heckerling : Burr
- 1984 : À la poursuite du diamant vert (Romancing the Stone) de Robert Zemeckis : Ralph
- 1985 : Le Diamant du Nil (The Jewel of the Nile) de Lewis Teague : Ralph
- 1985 : Head Office de Ken Finkleman : Frank Stedman
- 1986 : Y a-t-il quelqu'un pour tuer ma femme ? (Ruthless People) des ZAZ : Sam Stone
- 1986 : Mafia Salad (Wise Guys) de Brian De Palma : Harry Valentini
- 1987 : Balance maman hors du train (Throw Momma from the Train) de lui-même : Owen
- 1987 : Les Filous (Tin Men) de Barry Levinson : Ernest Tilley
- 1988 : Jumeaux (Twins) d'Ivan Reitman : Vincent Benedict
- 1989 : La Guerre des Rose (The War of the Roses) de lui-même : Gavin D'Amato
- 1991 : Larry le liquidateur (Other People's Money) de Norman Jewison : Lawrence Garfield
- 1992 : Batman : Le Défi (Batman Returns) de Tim Burton : Oswald Cobblepot / le Pingouin
- 1992 : Hoffa de lui-même : Bobby Ciaro
- 1993 : Jack the Bear de Marshall Herskovitz : John Leary
- 1993 : Last Action Hero de John McTiernan : Whiskers le chat (voix VO uniquement)
- 1994 : Opération Shakespeare (Renaissance Man) de Penny Marshall : Bill Rago
- 1994 : Junior d'Ivan Reitman : Dr Larry Arbogast
- 1995 : Get Shorty de Barry Sonnenfeld : Martin Weir
- 1996 : Matilda de lui-même : Harry Wormwood et le narrateur
- 1996 : Mars Attacks! de Tim Burton : le joueur malpoli
- 1997 : L'Idéaliste (The Rainmaker) de Francis Ford Coppola : Deck Shifflet
- 1997 : L.A. Confidential de Curtis Hanson : Sid Hudgens
- 1998 : D'une vie à l'autre (Living Out Loud) de Richard LaGravenese : Pat Francato
- 1999 : The Big Kahuna de John Swanbeck : Phil Cooper
- 1999 : Virgin Suicides (The Virgin Suicides) de Sofia Coppola : Dr Horniker
- 1999 : Man on the Moon de Miloš Forman : George Shapiro
- 2000 : Les Embrouilles de Will (Screwed) de Scott Alexander et Larry Karaszewski : Grover Cleaver
- 2000 : Mais qui a tué Mona ? (Drowning Mona) de Nick Gomez : le shérif Wyatt Rash
- 2001 : Escrocs (What's the Worst That Could Happen?) de Sam Weisman : Max Fairbanks
- 2001 : Braquages (Heist) de David Mamet : Mickey Bergman
- 2002 : Crève, Smoochy, crève ! (Death to Smoochy) de lui-même : Burke Bennett
- 2002 : Austin Powers dans Goldmember (Austin Powers in Goldmember) de Jay Roach : lui-même / Mini-Moi
- 2003 : Anything Else : La Vie et tout le reste (Anything Else) de Woody Allen : Harvey Wexler
- 2003 : Big Fish de Tim Burton : Amos Calloway
- 2004 : Christmas in Love de Neri Parenti : Brad
- 2005 : Marilyn Hotchkiss' Ballroom Dancing and Charm School de Randall Miller : Booth
- 2005 : Be Cool de F. Gary Gray : Martin Weir
- 2006 : The Oh in Ohio de Billy Kent : Wayne
- 2006 : Even Money de Mark Rydell : Walter
- 2006 : My Girlfriend's Abroad de Benji Samit (en) : Oncle Rick
- 2006 : Mon vrai père et moi (Relative Strangers) de Greg Glienna (en) : Frank Menure
- 2006 : Une star dans ma vie (10 Items or Less) de Brad Silberling : Gros D.
- 2006 : Voisin contre voisin (Deck the Halls) de John Whitesell : Buddy Hall
- 2007 : The Good Night de Jake Paltrow : Mel
- 2007 : Alerte à Miami : Reno 911 ! (Reno 911!: Miami) de Robert Ben Garant : le procureur du district (caméo)
- 2007 : Le Prix de la rançon (Nobel Son) de Randall Miller : George Gastner
- 2008 : Just Add Water de Hart Bochner : Merl Strike
- 2009 : House Broken (en) de Sam Harper (en) : Cathkart
- 2009 : Solitary Man de Brian Koppelman et David Levien : Jimmy Merino
- 2010 : C'était à Rome (When In Rome) de Mark Steven Johnson : Al Russo
- 2011 : Girl Walks into a Bar de Sebastian Gutierrez : Aldo
- 2012 : Hotel Noir de Sebastian Gutierrez : Eugene Portland
- 2016 : Le Teckel (Wiener-Dog) de Todd Solondz : Dave
- 2016 : The Comedian de Taylor Hackford : le frère de Jackie
- 2019 : Dumbo de Tim Burton : Max Medici
- 2019 : Jumanji: Next Level de Jake Kasdan : Eddie Gilplin
- 2021 : Le Survivant (The Survivor) de Barry Levinson : Charlie Goldman
- 2023 : Le Manoir hanté (Haunted Mansion) de Justin Simien : Bruce
- 2023 : Poolman de Chris Pine : Jack
- 2024 : Beetlejuice Beetlejuice de Tim Burton : Le concierge de l’au-delà
- 2024 : A Sudden Case of Christmas (en) de Peter Chelsom : Lawrance Armanetti

#### Télévision
- 1977 : Delvecchio (en) (1 épisode) : Anthony Marott
- 1977 : Starsky et Hutch (1 épisode - Saison 3) : John DeAppoliso
- 1977 : Sergent Anderson (1 épisode) : Napoléon
- 1978-1983 : Taxi : Louie De Palma
- 1980-1987 : Saturday Night Live (2 épisodes) : Adrian
- 1986 : Histoires fantastiques (1 épisode) : Herbert
- 2002 : Ed (1 épisode) : Dr Jack Carmichael
- 2003 : Karen Sisco : Charlie Lucre (2 épisode)
- 2004 : Friends (1 épisode : saison 10, épisode 11) : Roy le stripteaseur
- Depuis 2006 : Philadelphia (série télévisée) : Frank Reynolds (depuis la saison 2)
- 2016 : RIP : Fauchés et sans repos (1 épisode) : Giuseppe Monamocce
- 2018 : La Méthode Kominsky (1 épisode) : Dr Wexler

#### Création de voix

##### Cinéma
- 1986 : Mon petit poney, le film (My Little Pony the Movie) : Roi Grundle
- 1996 : Matilda : Le narrateur et le père de Matilda
- 1996 : Space Jam : Swackhammer
- 1997 : Hercule de John Musker et Ron Clements : Philoctète
- 2003 : 1 duplex pour 3 : Le narrateur
- 2004 : Catching Kringle : Général Needham
- 2012 : Le Lorax (Dr. Seuss' The Lorax) : Le Lorax
- 2013 : Hokus pokus Alfons Åberg (Trollkarl) : Trollkarl (voix américaine)
- 2018 : Yéti et Compagnie (Smallfoot) de Karey Kirkpatrick et Jason A. Reisig : Dorgle
- 2020 : Le Seul et Unique Ivan de Thea Sharrock : Bob

##### Télévision
- 1985 : Happily Ever After : George Johnson
- 1989 : Two Daddies? : George Johnson
- 1991, 1992 et  2013 : Les Simpson (The Simpsons) : Herbert Powell (3 épisodes)
- 1995 : Little Red Riding Hood : Wolfie
- 2004 : Le Roi de Las Vegas: Emerson (1 épisode)
- 2008 : Little Spirit: Christmas in New York : Le taxi et le narrateur
- 2008 : American Dad! : son propre rôle, en fond d'image lors de la visite guidée (saison 3, épisode 10)

### Réalisateur
Au cinéma
- 1987 : Balance maman hors du train
- 1990 : La Guerre des Rose
- 1992 : Hoffa
- 1996 : Matilda
- 2001 : Crève, Smoochy, crève !
- 2004 : Un duplex pour trois

À la télévision
- 1982-1983 : Taxi (2 épisodes)
- 1986 : Histoires fantastiques (1 épisode)

### Producteur
- 1992 : Hoffa de Danny DeVito
- 1995 : Génération 90 de Ben Stiller
- 1996 : Get Shorty de Barry Sonnenfeld
- 1996 : Feeling Minnesota de Steven Baigelman (en)
- 1997 : Matilda de Danny DeVito
- 1998 : Bienvenue à Gattaca de Andrew Niccol
- 1998 : Hors d'atteinte de Steven Soderbergh
- 1999 : D'une vie à l'autre de Richard LaGravenese
- 2000 : Man on the Moon de Miloš Forman
- 2000 : Erin Brockovich, seule contre tous de Steven Soderbergh
- 2001 : How High de Jesse Dylan
- 2004 : Polly et moi de John Hamburg
- 2005 : Be Cool de F. Gary Gray
- 2007 : Écrire pour exister de Richard LaGravenese
- 2014 : Balade entre les tombes (A Walk Among The Tombstones) de Scott Frank

### Producteur exécutif
- 1994 : Pulp Fiction de Quentin Tarantino
- 2001 : Qui a tué Mona ? de Nick Gomez
- 2002 : S1m0ne de Andrew Niccol
- 2005 : Garden State de Zach Braff

## Distinctions

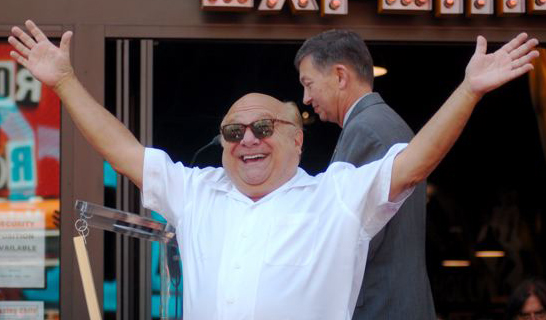
L'acteur recevant son étoile au Hollywood Walk of Fame en 2011.

### Récompenses
- Cinekid 1996 : Prix du Public pour Matilda
- Primetime Emmy Awards 1980 : Meilleur acteur dans un second rôle dans une mini-série ou un téléfilm pour Taxi
- Golden Globes 1980 : Meilleur acteur dans un second rôle dans une série, une mini-série ou un téléfilm pour Taxi
- Festival international du film de Karlovy Vary 2007 : Prix pour sa contribution au monde du cinéma
- Golden Camera 2010 : Lauréat du prix pour l'ensemble de sa carrière

### Nominations
- Golden Globes 1979 : Meilleur acteur dans un second rôle dans une série, une mini-série ou un téléfilm pour Taxi
- Primetime Emmy Awards 1979 : Meilleur acteur dans un second rôle dans une mini-série ou un téléfilm pour Taxi
- Golden Globes 1981 : Meilleur acteur dans un second rôle dans une série, une mini-série ou un téléfilm pour Taxi
- Primetime Emmy Awards 1981 : Meilleur acteur dans un second rôle dans une mini-série ou un téléfilm pour Taxi
- Golden Globes 1982 : Meilleur acteur dans un second rôle dans une série, une mini-série ou un téléfilm pour Taxi
- Primetime Emmy Awards 1982 : Meilleur acteur dans un second rôle dans une mini-série ou un téléfilm pour Taxi
- Razzie Awards 1982 : Pire acteur dans un second rôle pour Going Ape!
- CableACE Awards 1985 : meilleur acteur dans un téléfilm où une mini-série pour The Ratings Game (en)
- Golden Globes 1987 : Meilleur acteur pour Y a-t-il quelqu'un pour tuer ma femme ?
- Golden Globes 1985 : Meilleur acteur pour Balance maman hors du train
- Saturn Awards 1993 : Meilleur acteur pour Batman : Le Défi
- MTV Movie Awards 1993 : meilleur vilain dans un film d'action pour Batman, le défi
- Razzie Awards 1993 : Pire acteur dans un second rôle lors des Razzie Awards pour Batman, le défi
- Razzie Awards 1993 : Pire réalisateur pour Hoffa
- Screen Actors Guild Awards 1996 : Meilleure distribution pour Get Shorty partagé avec Dennis Farina, James Gandolfini, Gene Hackman, Delroy Lindo, David Paymer, Rene Russo et John Travolta.
- Oulu International Children's Film Festival 1997 : Prix Starboy pour Matilda
- Satellite Awards 1997 : Meilleur acteur dans un second rôle pour Matilda
- Screen Actors Guild Awards 1998 : Meilleure distribution pour L.A. Confidential partagé avec Kim Basinger, James Cromwell, Russell Crowe, Guy Pearce, Kevin Spacey et David Strathairn
- Satellite Awards 1998 : Meilleur acteur dans un second rôle pour L'Idéaliste
- Blockbuster Entertainment Awards 1998 : meilleur acteur dans un second rôle pour L'Idéaliste
- Chlotrudis Awards 1999 : Meilleur acteur dans une comédie dramatique pour D'une vie à l'autre
- Oscars 2001 : Meilleur film pour Erin Brockovich, seule contre tous partagé avec Michael Shamberg et Stacey Sher.
- British Academy Film Awards 2001 : Meilleur film pour Erin Brockovich, seule contre tous
- PGA Awards 2001 : meilleur film pour Erin Brockovich, seule contre tous
- Primetime Emmy Awards 2004 : Meilleur acteur dans un second rôle dans une mini-série ou un téléfilm pour Friends
- Razzie Awards 2007 : Pire acteur dans un second rôle pour Voisin contre voisin
- Satellite Awards 2008 : Meilleur acteur dans une série musicale ou comique pour Philadelphia

## Voix francophones
En version française, Danny DeVito est doublé par plusieurs comédiens dans les années 1970 et 1980, dont Jacques Marin qui le double de 1984 à 1989 dans À la poursuite du diamant vert, Le Diamant du Nil, Balance maman hors du train et La Guerre des Rose.
Il est également doublé à deux reprises par les acteurs suivants : Roger Lumont en 1975 et 1983 dans Vol au-dessus d'un nid de coucou et Tendres Passions ; Alain Flick en 1977 et 1978 dans Drôle de séducteur et En route vers le Sud ;  Daniel Russo en 1988 et 1991 dans Jumeaux et Larry le liquidateur. Enfin, il est doublé à titre exceptionnel par Maurice Sarfati dans Starsky et Hutch, Jacques Ferrière dans La Trappe à nanas, Philippe Dumat dans Johnny le dangereux, Alain Dorval dans Y a-t-il quelqu'un pour tuer ma femme ?, Gérard Hernandez dans Les Filous et Claude Brosset dans Les Embrouilles de Will.
À partir du film  Batman : Le Défi sorti en 1992, Philippe Peythieu devient sa voix la plus régulière, le doublant une vingtaine de fois. Il le retrouve notamment dans Hoffa, Matilda, Mars Attacks!, L.A. Confidential, Big Fish, Philadelphia, Solitary Man, Dumbo ou encore Jumanji: Next Level. En parallèle, il est notamment remplacé à six reprises entre 1994 et 2005 par  Michel Fortin dans Opération Shakespeare, L'Idéaliste, Escrocs, Crève, Smoochy, crève !, Anything Else et Be Cool. Daniel Russo retrouve DeVito en 1994 et 1995 dans Junior et Get Shorty, Patrick Raynal le double dans Man on the Moon et Virgin Suicides, tandis qu'il est doublé à titre exceptionnel par Jacques Bouanich dans Mais qui a tué Mona ? et Enrique Carballido dans Braquages.
En version québécoise, Luis de Cespedes a été la voix québécoise régulière de l'acteur, le doublant notamment dans L'Homme sur la Lune, Cri ultime, Sois Cool, Le Pouvoir du jeu, Oh en Ohio ou encore À vos marques, prêts, décorez !.
Ronald France le double à quatre reprises dans Le Retour de Batman, Si la vie vous intéresse, C'est le petit qu'il nous faut et Los Angeles interdite, tandis qu'il est doublé à trois reprises chacun par Manuel Tadros dans C'était à Rome, Dumbo et Jumanji : Le Prochain Niveau  ainsi que par Jean-Marie Moncelet dans Mars Attaque!, Qui a tué Mona ? et Le Prix de la rançon.Enfin, il est doublé à titre exceptionnel par Bernard Fortin dans De quoi j'me mêle maintenant, Jacques Brouillet dans Matilda et Sylvain Hétu dans Un homme sans exception.